# Hyposmocoma parda
Hyposmocoma parda là một loài bướm đêm thuộc họ Cosmopterigidae. Nó là loài đặc hữu của Maui và Hawaii. Loài địa phương ở Haleakala, nơi nó được tim thấy ở độ cao 4,000 feet.
Bướm ăn gỗ chết.